# Klooga (KL)

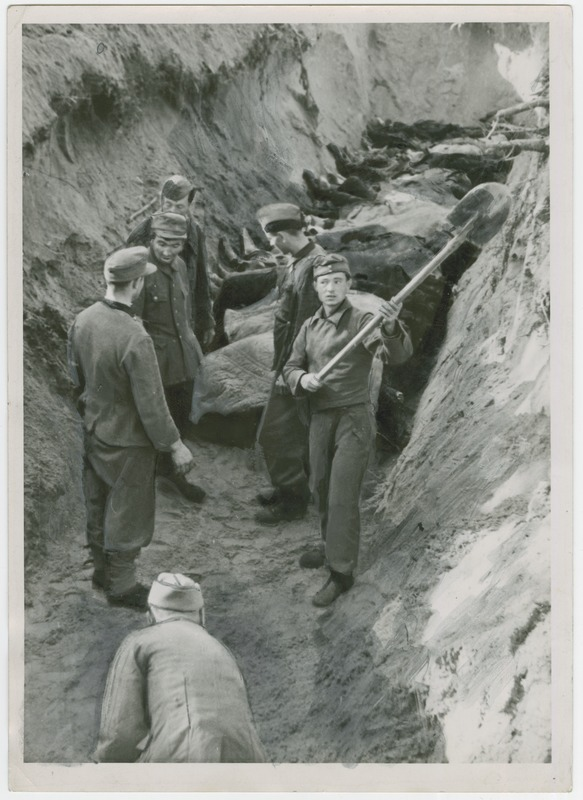
Więźniowie, grzebiący ciała zmarłych w obozie koncentracyjnym Klooga

Konzentrationslager Klooga, Arbeitslager Klooga – niemiecki obóz koncentracyjny istniejący w latach 1943–1944 na terytorium podbitej przez III Rzeszę Estonii, nad Zatoką Fińską. Formalnie, największy podobóz KL Vaivara.

## Historia obozu
Obozy koncentracyjne na terenach najbardziej oddalonych od Rzeszy działały krótko, a historia KL Klooga jest dwunastomiesięczna. Obóz został założony w sierpniu – wrześniu 1943 roku i już rok później, we wrześniu 1944 roku SS musiało ewakuować się pod naporem Armii Czerwonej. Był to jednak jeden z najważniejszych obozów na terytorium Estonii. Celem założenia obozu było wspomożenie wysiłków wojennych na froncie wschodnim, toteż więźniowie byli wykorzystywani w fabryce cementu i w cegielni. Mniejsze grupy pracowały przy innych komandach związanych z konstrukcjami frontowymi.
Obóz składał się z obozu męskiego i obozu kobiecego. Obozu strzegło SS (Niemcy i Estończycy).
Wobec postępu ofensywy Armii Czerwonej część więźniów ewakuowano w kierunku KL Stutthof. Ostatnie kilkaset osób rozstrzelano na miejscu.

## Więźniowie i ofiary
Więźniowie byli w przytłaczającym procencie Żydami, głównie z gett z Wilna i Kowna. Prócz nich w obozie znaleźli się również jeńcy radzieccy. Na terenie obozu istniała organizacja podziemna, obejmująca ok. 75 więźniów. Praca więźniów była bardzo ciężka. W obozie zostało umieszczonych od dwóch do trzech tysięcy osób. Doczekało się wyzwolenia 85, którzy się ukryli i nie zostali zabici 19 września 1944 w ostatnich dniach przed wyzwoleniem.